# Kamiel Adriaens
Kamiel (Camiel) Edgard Albrecht Adriaens (Gistel, 21 juni, 1943) is een Belgisch landbouwer en bestuurder. Hij was voorzitter van het Algemeen Boerensyndicaat van 1987 tot 2009 in de periode dat het eerste Mestactieplan werd goedgekeurd.

## Levensloop
Kamiel Adriaens doorliep zijn middelbare studies aan de landbouwschool te Moeskroen.

### Carrière binnen het ABS

#### Arrondissementeel bestuur
Bij de oprichting van het Algemeen Boerensyndicaat (ABS) in 1962 werd hij verkozen om te zetelen in het arrondissementeel bestuur van de regio Oostende.

#### Voorzitter
In 1987 volgde hij Valère Quaghebeur op als voorzitter van het ABS. Hieraan voorafgaand was Adriaens voorzitter van ABS West-Vlaanderen. Onder zijn voorzitterschap verbeterde de verstandhouding met enerzijds de Boerenbond binnen de Vlaamse Landbouwraad en anderzijds de Vlaamse overheid.
Adriaens verzette zich hevig tegen het Mestactieplan dat in september 1993 was voorgesteld door Luc Van den Brande (CVP) en Norbert De Batselier (SP) om de kwaliteit van het grond- en oppervlaktewater opnieuw te verbeteren en te herstellen. Zo voerde het ABS op 12 december 1994 acties uit aan de luchthaven van Zaventem, uitgerekend op de dag dat koning Albert de nieuwe luchthaventerminal inhuldigde. SP-Europarlementslid Freddy Willockx kreeg er eieren naar het hoofd gegooid en de betogers van het ABS vielen een cameraploeg van de BRTN lastig en sneden de kabels van een camera door. Adriaens nam er het woord, omschreef er een studie van de Vlaamse Milieumaatschappij (VMM) als 'frauduleus' en zei dat het boerengeweld oncontroleerbaar zou worden als het Mestactieplan effectief zou goedgekeurd geraken. Diezelfde dag vielen zo'n 350 boeren het kantoor van de VMM in Erembodegem aan en brachten er zware vernielingen aan de documentatie die deels in brand werd gestoken. In de weken daarna beseften zowel CVP als SP dat niemand baat had bij dergelijke escalatie en na lang onderhandelen, kwam men op 21 december 1994 tot een akkoord dat uiteindelijk pas na de verkiezingen van 1995 op 1 januari 1996 in voege trad.
Adriaens werd als voorzitter in april 2009 opgevolgd door Hendrik Vandamme.